# 벨기에군

벨기에군의 상징

벨기에군(영어: Belgian Armed Forces, 프랑스어: Forces armées belges)은 육-해-공 3군을 통괄하는 벨기에의 군대이다. 

## 구성
벨기에의 육군, 해군, 공군을 총괄하고 있으며, 벨기에의 방위를 담당하고 있다. 

### 해외파병
벨기에는 6.25 전쟁 당시 1개 대대를 남한에 파병하였다.